# تشيكاشي سوزوكي
تشيكاشي سوزوكي (باليابانية: 鈴木隣؛ بالكانا: すずき ちかし) هو لاعب كرة قدم ومدرب كرة قدم ياباني، ولد في 29 يناير 1959 في مياغي في اليابان.